# Högl (Anger)
Högl ist ein Gemeindeteil und eine Gemarkung der Gemeinde Anger im oberbayerischen Landkreis Berchtesgadener Land und war bis 1978 eine eigenständige Gemeinde.

## Geschichte
Die Besiedelung des Högl reicht bis in die jüngste Steinzeit zurück; auf dem Bergrücken, am linken Ufer der Saalach, sind Funde wie Bronzeschwerter, Äxte und Urnen, aber auch Reste römischer Bauten zu verzeichnen.
Die auf die Silben „-ing“ und „-ham“ endenden frühbayerischen Ortsnamen rund um Anger weisen darauf hin, dass der Högl im frühen Mittelalter von den Bayern besiedelt wurde.
Högl gehörte als Teil des Rupertiwinkels, nachdem dieser zum Königreich Bayern gekommen war, von 1811 bis 1818 zum Landgericht Teisendorf, anschließend zum Landgericht Reichenhall. Die Gemeinde Högl entstand 1818 durch das bayerische Gemeindeedikt. 1862 kam es in Bayern zu Trennung von Justiz und Verwaltung. Übergeordnete Verwaltungsbehörde für die Gemeinde Högl wurde das neu geschaffene Bezirksamt Berchtesgaden, das die Sprengel der Landgerichte Reichenhall und Berchtesgaden umfasste. 1938 erfolgte wie im ganzen Deutschen Reich die Umbenennung in Landkreis, somit lag Högl nun im Landkreis Berchtesgaden. 1972 wurde der Landkreis Berchtesgaden dem neu gebildeten Landkreis Bad Reichenhall zugeschlagen, der 1973 in Landkreis Berchtesgadener Land umbenannt wurde.
Für die gerichtlichen Angelegenheiten war bis 1879 das Landgericht Reichenhall zuständig, anschließend bis 1972 das Amtsgericht (Bad) Reichenhall. Seit dessen Auflösung im Jahr 1973 gehörte die Gemeinde Högl zum Sprengel des Amtsgerichts Laufen.
Die Gemeinde bestand zuletzt aus den Teilen Hainham, Kleinhögl, Lebloh, Moosbacherau, Oberhögl, Prasting, Steinhögl, Thal und Vachenlueg. Am 1. Mai 1978 wurde die bis dahin eigenständige Gemeinde mit Ausnahme des Gemeindeteils Kleinhögl, der nach Piding eingemeindet wurde, in die Gemeinde Anger eingegliedert.
Etwa 50 Meter Luftlinie vom höchsten Punkt des Bergrückens befindet sich auf etwa 778 m Höhe der Sender Högl der Deutschen Telekom, über den auch österreichische Fernsehsender ausgestrahlt werden. Der 157 m hohe Mast ist das höchste Bauwerk im Landkreis Berchtesgadener Land.